# Teodoro Scutariota
Teodoro Scutariota o Scutariote (in greco Θεόδωρος Σκουταριώτης?, Theodoros Skoutariotes; 1230 circa) è stato un arcivescovo, diplomatico e storico bizantino attivo durante il regno di Michele VIII Paleologo (1259-1282).
Nacque verso il 1230. Come diacono, fu elemosiniere (επί των δεήσεων) e nel 1270 divenne giudice ecclesiastico (δικαιοφύλαξ). Michele VIII Paleologo lo nominò suo ambasciatore a papa Niccolò III nel 1277. Fu metropolita di Cizico dal 1277 fino alla sua deposizione nel 1282.
Lo storico tedesco August Heisenberg identificò Teodoro Scutariota con l'anonimo autore della Σύνοψις χρονικὴ (Synopsis Chronike), una cronaca conservata in un manoscritto della Biblioteca Marciana di Venezia (Marc. Gr. 407), che inizia con la Creazione e prosegue fino all'anno 1261. La cronaca è particolarmente preziosa per le sue integrazioni rispetto agli Annales di Giorgio Acropolita, importanti come fonte per la storia bizantina del XIII secolo.